# Alexander Fleming
Sir Alexander Fleming (født 6. august 1881, død 11. marts 1955) var en britisk læge og forsker. Han studerede og underviste senere på Oxford University i England. Han opdagede den antibiotiske substans lysozym og isolerede den antibiotiske substans penicillin fra svampen Penicillium notatum. For dette fik han nobelprisen i medicin.
Hans opdagelse af det der senere blev navngivet benzylpenicillin (eller penicillin G) fra muggen Penicillium Rubens i 1928, er blevet beskrevet som "den største enkeltsejr over sygdom nogensinde" ("single greatest victory ever achieved over disease."